# 同兴镇 (克什克腾旗)
同兴镇，是中华人民共和国内蒙古自治区赤峰市克什克腾旗下辖的一个乡镇级行政单位。

## 行政区划
同兴镇下辖以下地区：
同兴村、四义号村、努其宫村、义成永村、天合园村、安乐村和河南营子村。